# ANts P2P
ANts P2P – program do anonimowego współdzielenia plików w sieci P2P napisany w Javie.
Projekt zadebiutował w roku 2004, jego kod podlega zaś licencji GPL (General Public License).

## Cechy
ANts P2P koduje wszelkie dane wysyłane lub odbierane od innych tak, by utrudnić określenie pierwotnych adresów IP.
Kilka funkcji programu:
- automatyczna aktualizacja oprogramowania
- szyfrowanie wiadomości punkt-punkt – Point-to-point encryption (AES 128 – DH 512)
- szyfrowanie wiadomości koniec-koniec – End to end encryption (AES 128 – DH 512)
- wielościeżkowa wysyłka pakietów
- odnajdywanie fragmentów plików poprzez/w liście oczekujących: normalnej i przemieszanej (hash)
- IRC (Non-anonymous internet relay chat)
- wsparcie dla częściowego pobierania
- wsparcie dla linków eDonkey
- autowyszukiwanie źródeł dla aktywnych i przerwanych pobierań
- wyszukiwanie i indeksowanie całej zawartości pliku i całego katalogu pliku.
- zapytania są szyfrowane asymetrycznie. To oznacza, iż tylko jego twórca może odczytać rezultat zapytania. Każdy może odczytać łańcuch zapytania, ale asymetryczna metoda zmniejsza ryzyko wykonania przez węzeł analizy zapytania.

ANts P2P umożliwia również użytkownikom udostępnianie anonimowych serwerów sieciowych; te serwery są dostępne tylko z sieci ANts P2P. Jednakże Ants P2p nie jest siecią outproxy, która pozwala użytkownikom na korzystanie z usług tradycyjnego internetu; dla takich celów, istnieje usługa outproxy taka jak Tor, która może być używana oddzielnie.

## Bezpieczeństwo
Przesyłanie danych odbywa się poprzez połączenia niebezpośrednie: użytkownicy otrzymujący i odbierający plik nie utrzymują bezpośredniego połączenia ze sobą, połączenie przepływa przez kilka węzłów, tak więc żaden z użytkowników nie może z łatwością ustalić tożsamości innych użytkowników.